# Parapelecopsis
Genre
Parapelecopsis est un genre d'araignées aranéomorphes de la famille des Linyphiidae.

## Distribution
Les espèces de ce genre se rencontrent en écozone paléarctique occidentale.

## Liste des espèces
Selon World Spider Catalog (version 22.5, 05/11/2021) :
- Parapelecopsis conimbricensis Bosmans & Crespo, 2010
- Parapelecopsis mediocris (Kulczyński, 1899)
- Parapelecopsis nemoralioides (O. Pickard-Cambridge, 1884)
- Parapelecopsis nemoralis (Blackwall, 1841)
- Parapelecopsis susannae (Simon, 1915)

## Publication originale
- Wunderlich, 1992 : « Die Spinnen-Fauna der Makaronesischen Inseln: Taxonomie, Ökologie, Biogeographie und Evolution. » Beiträge zur Araneologie, vol. 1, p. 1-619.